# التربة (السياني)

تعديل مصدري - تعديل

التربة محلة تابعة لقرية النجاد، التابعة لعزلة هدفان بمديرية السياني إحدى مديريات محافظة إب في الجمهورية اليمنية، بلغ تعداد سكانها 111 حسب تعداد اليمن لعام 2004.